# Dolores Nakova
Dolores Nakova (búlgar: Долорес Здравкова Накова)  (Ruse, 15 de juny de 1957) és una remadora búlgara, ja retirada, que va competir durant la dècada de 1970.
El 1980 va prendre part en els Jocs Olímpics d'Estiu de Moscou, on va guanyar la medalla de bronze en la prova del quàdruple scull amb timoner del programa de rem. Formà equip amb Mariana Serbezova, Rumeliana Bontxeva, Anka Bakova i Anka Gheorghieva.
En el seu palmarès també destaquen dues medalles al Campionat del món de rem, d'or el 1978 i de plata el 1979, sempre en el quàdruple scull amb timoner.